# Michael McGovern
Michael McGovern (Enniskillen, 12 juli 1984) is een Noord-Iers voetballer die bij voorkeur als doelman speelt. Hij tekende in juli 2016 een contract tot medio 2019 bij Norwich City, dat hem transfervrij inlijfde na het aflopen van zijn contract bij Hamilton Academical. McGovern debuteerde in 2010 in het Noord-Iers voetbalelftal.

## Clubcarrière
McGovern stroomde door vanuit de jeugd van Celtic, maar speelde hiervoor nooit in het eerste elftal. De club verhuurde hem aan het destijds in de Second Division spelende Stranraer en daarna aan het dan in de First Division actieve St. Johnstone, Celtic liet hem in 2008 transfervrij naar Dundee United vertrekken. Ook hier wachtte McGovern een jaar tevergeefs op een debuut op het hoogste niveau.
McGovern verruilde Dundee United in 2009 voor Ross County en keerde zodoende terug in de First Division. Hij speelde in de volgende twee seizoenen meer dan zeventig wedstrijden hierin. McGovern tekende in 2011 vervolgens bij Falkirk, waarmee hij in drie seizoenen nog 101 duels in de First Division speelde. Daarbij plaatsten zijn ploeggenoten en hij zich aan het eind van het seizoen 2013/14 voor de dat jaar voor het eerst gehouden play-offs om promotie/degradatie, met drie ploegen uit de First Divison en de hekkensluiter uit de Scottish Premiership. Fallkirk kwam niet voorbij Hamilton Academical, dat daarna middels een zege op Hibernian promoveerde.
McGovern verruilde Fallkirk in juli 2014 transfervrij voor datzelfde Hamilton Academical. Dat jaar debuteerde en speelde hij alle competitieronden in de Premiership, waarin hij met de club zevende werd. Ook een tiende plaats in het volgende seizoen was genoeg voor lijfsbehoud. Daarbij volgde hij in januari 2016 Martin Canning op als aanvoerder.
Na het aflopen van zijn contract tekende McGovern in juli 2016 tot medio 2019 bij Norwich City, dat in het voorgaande jaar degradeerde uit de Premier League. Hier kwam hij opnieuw te spelen onder trainer Alex Neil, die hem eerder ook naar Hamilton Academical haalde.

## Interlandcarrière
McGovern debuteerde op 31 mei 2010 in het Noord-Iers voetbalelftal, in een oefeninterland tegen Chili. Hij viel in de rust in voor Alan Blayney. Bondscoach Michael O'Neill nam McGovern in 2016 op in zijn selectie voor het EK 2016 in Frankrijk, het eerste EK waaraan Noord-Ierland ooit meedeed. Hij en zijn landgenoten kwamen tot de achtste finales. Hij was doelman in alle vier hun wedstrijden. Wales schakelde Noord-Ierland uit (0–1).